# Bundestagsdebatte vom 13. März 1975
Die Bundestagsdebatte vom 13. März 1975 ist eine Debatte des Deutschen Bundestages, die mit mehreren Eklats endete.

## Vorgeschichte und Anlass
Durch Aufkommen des RAF-Terrorismus kam das Thema Innere Sicherheit auf die Agenda des Parlaments. Unmittelbarer Anlass der Debatte war die Entführung und Freipressung des Berliner CDU-Politikers Peter Lorenz durch die Bewegung 2. Juni kurz zuvor. Die Debatte fand unter starken polizeilichen Sicherheitsvorkehrungen im Bonner Regierungsviertel statt.
Gleichzeitig wurde die Sonthofen-Strategie der CSU aus dem Jahr 1974 publik, eine Strategie, mit der Franz Josef Strauß versuchte, durch Ausbleiben von oppositionellen Gegenvorschlägen für anderthalb Jahre bis zur Bundestagswahl 1976 zu den damals akuten Problemfeldern wie Inflation und RAF-Terrorismus die Regierung durch eine von ihm erwartete Verschärfung der Krisen unfähig erscheinen zu lassen.

## Verlauf
Die Debatte begann am Morgen mit einer Regierungserklärung von Bundeskanzler Helmut Schmidt.

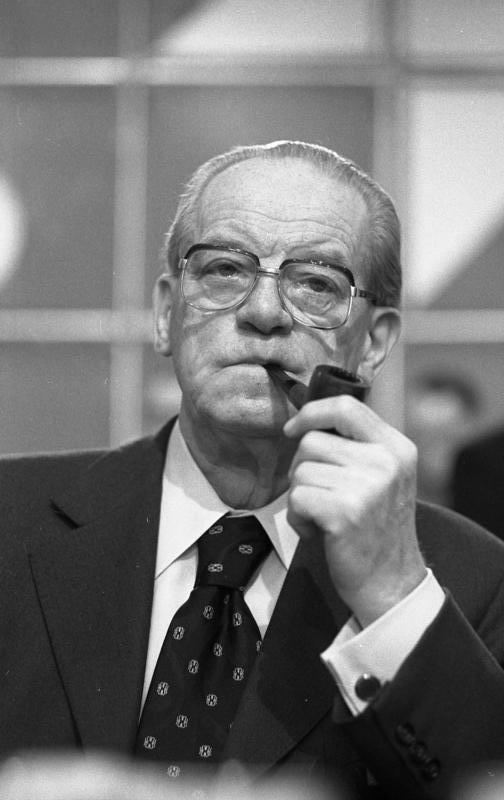
Herbert Wehner

Im Verlauf der ganztägigen Aussprache ergriff am späten Abend u. a. auch der damalige Vorsitzende der SPD-Fraktion Herbert Wehner das Wort. Wehner führte als Reaktion auf die Sonthofen-Strategie der CSU an, Strauß sei durch eine bewusste Inkaufnahme der Verschärfung dieser Probleme und der Tatsache, dass Strauß im Staat Angst schüre, indem er vielen Linksliberalen Sympathien für die RAF unterstellte, „selbst geistig Terrorist“. Schließlich bemühe sich Strauß, „Dunstkreise“ zu formulieren und „möglichst viele diesen Dunstkreisen als zugehörig“ zuzuschreiben.
Wehner nahm das Wort der „Dunstkreise“ wörtlich von Strauß auf.
Dieser Satz Wehners sowie Wehners Anmerkung, die CDU/CSU-Fraktion verhalte sich bezüglich der Bezeichnung Marxist so „wie Goebbels damit operiert hat, nicht anders. Sie sind nämlich genauso dumm in dieser Frage, wie jener war. Nur war er ganz jesuitisch raffiniert.“ – Wehner erhielt daraufhin einen Ordnungsruf der Bundestagspräsidentin Annemarie Renger – führten dazu, dass die CDU/CSU-Fraktion mit Ausnahme zweier Mitglieder das Parlament verließ, woraufhin Wehner anmerkte: „Wer rausgeht, muss auch wieder reinkommen!“
Gegen Ende seines Redebeitrags nahm Wehner u. a. auch auf seine eigene politische Vergangenheit Bezug: „Wer einmal Kommunist war, den verfolgt Ihre gesittete Gesellschaft bis zum Lebensende, und wenn es geht, lässt sie ihn auch noch durch Terroristen umbringen. Das weiß ich, das ist so, und deswegen habe ich damals Kurt Schumacher gesagt: Die werden mir doch die Haut vom lebendigen Leibe abziehen. Da hat er mir gesagt: Und du bist einer, der das aushält, und du musst hier sein.“
Unmittelbar nach Wehners Rede beantragte Philipp Jenninger für die CDU/CSU-Fraktion eine Sitzungsunterbrechung, die von 22.26 bis 23.05 Uhr stattfand. Nach Aufhebung der Unterbrechung protestierte im weiteren Verlauf der Debatte Richard Stücklen im Namen der CDU/CSU-Fraktion scharf gegen Wehners Rede. Dabei führte er u. a. aus: „Zu solchen Ausfällen, die eines Parlaments unwürdig sind, ist nur ein Abgeordneter von der Geisteshaltung eines Herrn Wehner fähig. Herr Wehner ist zu einer unerträglichen Belastung unserer Demokratie und dieses Parlaments geworden.“

## Wiederholung im deutschen Fernsehen
Wesentliche Teile der Debatte wurden in den 90er-Jahren vom Fernsehsender Phoenix in der Sendereihe „Historische Debatten“ wiederholt.

## Tonträger
- Jürgen Roth: Sie Düffeldoffel da!: Herbert Wehner – Ein komischer Heiliger. Ein Jahrhundertleben [Hörbuch], Erzähler Gert Heidenreich mit Beiträgen von Thomas Freitag, Herman L. Gremliza und Dieter Hildebrandt und zahlreichen Originalmitschnitten. Verlag Antje Kunstmann GmbH, München 2010, Gesamtdauer: 159:43 Minuten; Fundstelle zur Bundestagsdebatte vom 13. März 1975: CD 1, Track 5